# Berizkî, Krîve Ozero
Berizkî (în ucraineană Берізки) este o comună în raionul Krîve Ozero, regiunea Mîkolaiiv, Ucraina, formată numai din satul de reședință.

## Demografie
Componența lingvistică a comunei Berizkî
     Ucraineană (98,2%)
     Alte limbi (1,57%)
Conform recensământului din 2001, majoritatea populației comunei Berizkî era vorbitoare de ucraineană (98,2%), existând în minoritate și vorbitori de alte limbi.